# Adeh
Adeh (persiska: آدِه), även kallad Adeh-ye Bozorg (آدِۀ بُزُرگ) eller Ada (اَدَ), är en ort i Iran. Den ligger i provinsen Västazarbaijan, i den nordvästra delen av landet, 600 km väster om huvudstaden Teheran. Adeh ligger 1 280 meter över havet och antalet invånare är 151.
Terrängen runt Adeh är huvudsakligen platt, men söderut är den kuperad.Runt Adeh är det ganska tätbefolkat, med 185 invånare per kvadratkilometer. Närmaste större samhälle är Urmia, 19,2 km sydväst om Adeh. Trakten runt Adeh består till största delen av jordbruksmark.